# Supercoppa degli Emirati Arabi Uniti
La Supercoppa degli Emirati Arabi Uniti (in arabo كأس السوبر الإماراتي‎?, in inglese UAE Super Cup), nota per ragioni di sponsorizzazione anche come  Emaar Super Cup, è una competizione calcistica emiratina disputata dalle squadre vincitrici della Lega professionistica degli Emirati Arabi Uniti e della Coppa del Presidente.

## Storia
La prima edizione della manifestazione si è svolta il 14 settembre 1989, con la sfida tra lo Sharjah, vincitore del campionato nella stagione precedente, e l'Al-Nasr, detentore della Coppa del Presidente; la sfida vide l'Al-Nasr imporsi ai rigori, dopo lo 0-0 dei tempi supplementari, diventando così la prima squadra ad aggiudicarsi il trofeo.
La competizione dopo la prima edizione fu costretta a fermarsi a causa degli avvenimenti bellici riguardanti la Prima Guerra del Golfo e solo nel 1993 la competizione ritornò ad essere disputata, con la sfida fra Al-Ain ed Al-Shaab con la seconda che uscì vincitrice dallo scontro. Dopo l'edizione del 1994 in cui lo Sharjah si impose per 2-0 nel match contro l'Al-Shabab, la competizione nelle due successive edizioni, quelle del 1995 e del 1996, vide un cambiamento nel regolamento con il trofeo che veniva assegnato con un mini campionato.
La competizione venne nuovamente sospesa dopo l'edizione del 1996 per rivedere la luce solo nei primi anni del nuovo millennio, con due edizioni, nel 2002 e nel 2003, in cui il trofeo venne assegnato dopo un torneo a quattro squadre.
Dopo l'ennesima sospensione della manifestazione, dall'edizione 2008 in cui l'Shabab Al-Ahli venne proclamato campione, la competizione è diventata un appuntamento fisso nel calendario calcistico degli Emirati Arabi Uniti. Inoltre tra il 2008 e il 2021, il nome della supercoppa è stato variato più volte per motivi di sponsorizzazione, venendo conosciuta prima come Etisalat Super Cup e poi come Arabian Gulf Super Cup.
Nel settembre del 2024 è stato firmato un nuovo accordo di sponsorizzazione, dalla durata di quattro anni, con la compagnia Emaar Properties; con la competizione che quindi a partire dalla edizione 2024 cambia nuovamente la sua denominazione, questa volta in Emaar Super Cup.

## Albo d'oro

### Formato a due squadre
| Anno                     | Vincitore del campionato | Risultato         | Vincitore della Coppa del Presidente |
| ------------------------ | ------------------------ | ----------------- | ------------------------------------ |
| 1990                     | Sharjah                  | 0 – 0 (4 - 5 dcr) | Al-Nasr                              |
| 1991-1992: non disputata |                          |                   |                                      |
| 1993                     | Al-Ain                   | 1 - 2 (dts)       | Al-Shaab                             |
| 1994                     | Sharjah                  | 2 - 0             | Al-Shabab                            |

### Formato a campionato
| Anno | Vincitore | Risultato | Secondo Posto |
| ---- | --------- | --------- | ------------- |
| 1995 | Al-Ain    | -         | Sharjah       |
| 1996 | Al-Nasr   | -         | Al-Shabab     |

### Formato a quattro squadre
| Anno | Vincitore | Risultato | Secondo Posto |
| ---- | --------- | --------- | ------------- |
| 2002 | Al-Wahda  | 1 – 0     | Al-Ain        |
| 2003 | Al-Ain    | 3 - 1     | Al-Wahda      |

### Formato a due squadre
| Anno | Vincitore del campionato | Risultato         | Vincitore della Coppa del Presidente |
| ---- | ------------------------ | ----------------- | ------------------------------------ |
| 2008 | Al-Shabab                | 0 – 1 (dts)       | Al-Ahli Dubai                        |
| 2009 | Al-Ahli Dubai            | 2 - 2 (3 - 5 dcr) | Al-Ain                               |
| 2010 | Al-Wahda                 | 1 – 3             | Emirates                             |
| 2011 | Al-Jazira                | 2 - 2 (6 - 7 dcr) | Al-Wahda                             |
| 2012 | Al-Ain                   | 0 - 0 (5 - 4 dcr) | Al-Jazira                            |
| 2013 | Al-Ain                   | 0 - 0 (2 - 3 dcr) | Al-Ahli Dubai                        |
| 2014 | Al-Ahli Dubai            | 1 - 0             | Al-Ain                               |
| 2015 | Al-Ain                   | 4 - 2             | Al-Nasr                              |
| 2016 | Al-Ahli Dubai            | 2 - 1             | Al-Jazira                            |
| 2017 | Al-Jazira                | 0 - 2             | Al-Wahda                             |
| 2018 | Al-Ain                   | 3 - 3 (3 - 4 dcr) | Al-Wahda                             |
| 2019 | Sharjah                  | 0 - 0 (4 - 3 dcr) | Shabab Al-Ahli                       |
| 2020 | Sharjah                  | 0 - 1             | Shabab Al-Ahli                       |
| 2021 | Al-Jazira                | 1 - 1 (5 - 3 dcr) | Shabab Al-Ahli                       |
| 2022 | Al-Ain                   | 0 - 1             | Sharjah                              |
| 2023 | Shabab Al-Ahli           | 6 - 2             | Sharjah                              |
| 2024 | Al-Wasl                  | 2 - 2 (1 - 4 dcr) | Shabab Al-Ahli                       |

## Vittorie per squadre
Fonte:
| Squadra                       | Vittorie | 2º Posto | Anni vittorie                            | Anni 2º posto                      |
| ----------------------------- | -------- | -------- | ---------------------------------------- | ---------------------------------- |
| Al-Ahli Dubai/ Shabab Al-Ahli | 7        | 3        | 2008, 2013, 2014, 2016, 2020, 2023, 2024 | 2009, 2019, 2021                   |
| Al-Ain                        | 5        | 6        | 1995, 2003, 2009, 2012, 2015             | 1993, 2002, 2013, 2014, 2018, 2022 |
| Al-Wahda                      | 4        | 2        | 2002, 2011, 2017, 2018                   | 2003, 2010                         |
| Sharjah                       | 3        | 4        | 1994, 2019, 2022                         | 1990, 1995, 2020, 2023             |
| Al-Nasr                       | 2        | 1        | 1990, 1996                               | 2015                               |
| Al-Jazira                     | 1        | 4        | 2021                                     | 2011, 2012, 2016, 2017             |
| Emirates                      | 1        | 0        | 2010                                     |                                    |
| Al-Shaab                      | 1        | 0        | 1993                                     |                                    |
| Al-Shabab                     | 0        | 3        |                                          | 1994, 1996, 2008                   |
| Al-Wasl                       | 0        | 1        |                                          | 2024                               |